# Liechtenstein-Institut
Das Liechtenstein-Institut ist eine wissenschaftliche Forschungsstelle und akademische Lehrstätte in Gamprin-Bendern, im Fürstentum Liechtenstein. Das Institut betreibt Forschung in den folgenden vier Fachbereichen:
- Geschichtswissenschaft
- Politik- und Sozialwissenschaft
- Rechtswissenschaft
- Volkswirtschaft

In diesen Sparten werden für Liechtenstein relevante Themen wie Kleinstaaten, europäische Integration, direkte Demokratie und die Region Alpenrhein-Bodensee bearbeitet und die internationale Vernetzung gepflegt.

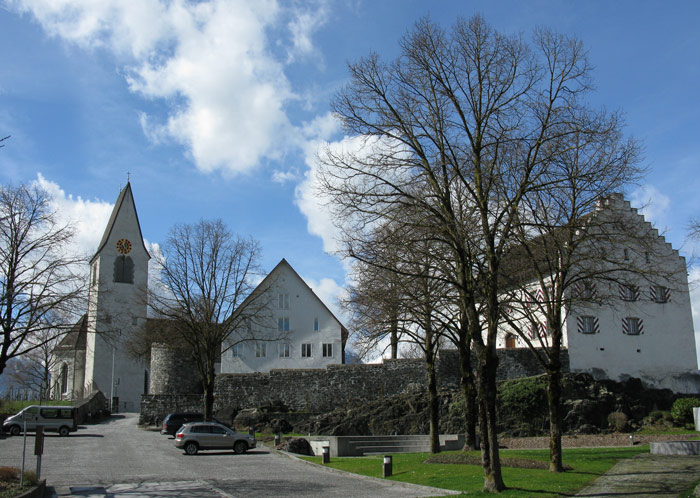
Der Kirchhügel von Bendern, mit dem Liechtenstein-Institut in der Bildmitte

## Institut
Das Liechtenstein-Institut wurde am 15. August 1986, dem Staatsfeiertag des Fürstentums Liechtenstein, auf Initiative von Gerard Batliner als Forschungsinstitut für anwendungsorientierte Grundlagenforschung mit Liechtenstein-Bezug gegründet. Da das Institut keine akademischen Grade verleiht und keinen für Hochschulen typischen Lehrbetrieb anbietet, ist die Einrichtung nach liechtensteinischem Hochschulgesetz eine hochschulähnliche Einrichtung. Träger des Instituts ist ein gemeinnütziger Verein nach liechtensteinischem Personen- und Gesellschaftsrecht.
Das heutige Gebäude des Liechtenstein-Instituts, das alte Pfarrhaus auf dem Kirchhügel von Bendern, wurde 1998 bezogen. Das Kirchengebäude und die mit Treppengiebeln versehene Statthalterei, die wie das alte Pfarrhaus im 16. Jahrhundert errichtet wurde, bilden zusammen eine der markantesten Gebäudegruppen im Fürstentum.
In den ersten Jahren erfolgte die Finanzierung des Instituts ausschliesslich durch private Zuwendungen. Heute stellen das Land und die Gemeinden zwei Drittel der Mittel zur Verfügung. Für die Jahre 2016 bis 2019 erhielt das Liechtenstein-Institut wie bereits in den Jahren zuvor gestützt auf eine Leistungsvereinbarung einen jährlichen Staatsbeitrag von CHF 1 Mio. Für die Jahre 2024 bis 2027 beträgt der Staatsbeitrag CHF 1,325 Mio. Überdies haben Forschende des Instituts Drittmittel eingeworben beim Schweizerischen Nationalfonds zur Förderung der wissenschaftlichen Forschung SNF und für das Erasmus+-Projekt "Challenges to Democracy and Social Life in European States".

## Forschung

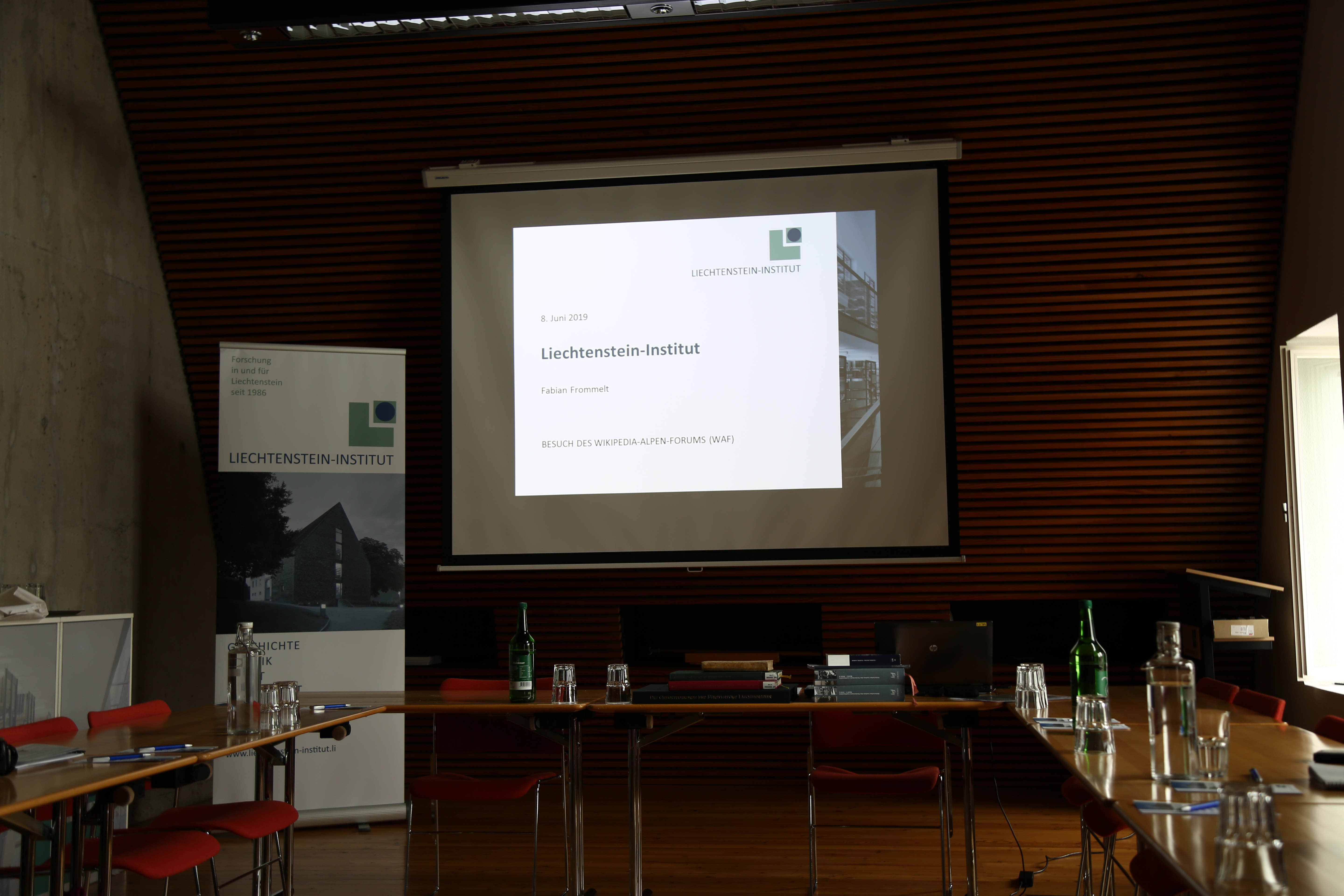
Tagungsraum im Liechtenstein-Institut

Die Geschichtsforschung am Liechtenstein-Institut konzentriert sich auf die Zeit zwischen den beiden Weltkriegen sowie auf die Übergangszeit hin zur Herrschaft des Hauses Liechtenstein über das Gebiet des heutigen Staates. Seit 2016 ist das Liechtenstein-Institut Träger des Historischen Lexikons des Fürstentums Liechtenstein online (eHLFL). Dieses ist seit November 2018 für jedermann frei online abrufbar. Seine Beiträge werden aktualisiert und neue Texte kommen dazu. Überdies ist das eHLFL seit 2024 auch auf Instagram präsent.
Der Fachbereich Politikwissenschaft widmet sich vor allem dem politischen System Liechtensteins und der Mitgliedschaft Liechtensteins im EWR. Dies schlägt sich zum Beispiel in der vom Institut aufgebauten Website EFTA-Studies.org nieder, die ein unabhängiges Diskussionsforum über die EFTA-Staaten und ihre Beziehungen zur EU bietet. Überdies ist das Liechtenstein-Institut Mitglied des transeuropäischen Forschungsnetzwerks für europäische Angelegenheiten TEPSA.
Der rechtswissenschaftliche Fachbereich hat seinen Fokus auf dem öffentlichen Recht Liechtensteins, speziell auf dem Verwaltungs- und Verfassungsrecht einschliesslich der Grund- und Menschenrechte. Seit Frühling 2016 gibt das Liechtenstein-Institut den frei zugänglichen Online-Kommentar zur liechtensteinischen Verfassung heraus.
Der Fachbereich Volkswirtschaft widmet sich vornehmlich finanzwissenschaftlichen und makroökonomischen Fragestellungen. Neben der akademischen Forschung in diesen Bereichen zu Themen wie Kleinstaatenökonomik, konjunkturellen Konsequenzen makroökonomischer Schocks und den Anreizeffekten von Steuern und Subventionen, betreibt der Fachbereich die durch die Regierung Liechtensteins geförderte Angewandte Wirtschaftsanalyse. Die Angewandte Wirtschaftsanalyse umfasst sowohl Konjunktur- als auch Wachstumsanalyse mit dem Ziel durch verschiedene Module zu einer besseren Datenverfügbarkeit beizutragen. Zentrale Elemente sind der mit Quartalsfrequenz verfügbare Konjunkturindex KonSens, der 2019 online ging, die BIP-Schätzung, welche Daten für das Bruttoinlandsprodukt (BIP) bis zum aktuellen Rand generiert, sowie der Wachstumsmonitor, welcher liechtensteinische Wachstumsentwicklungen bewertet.

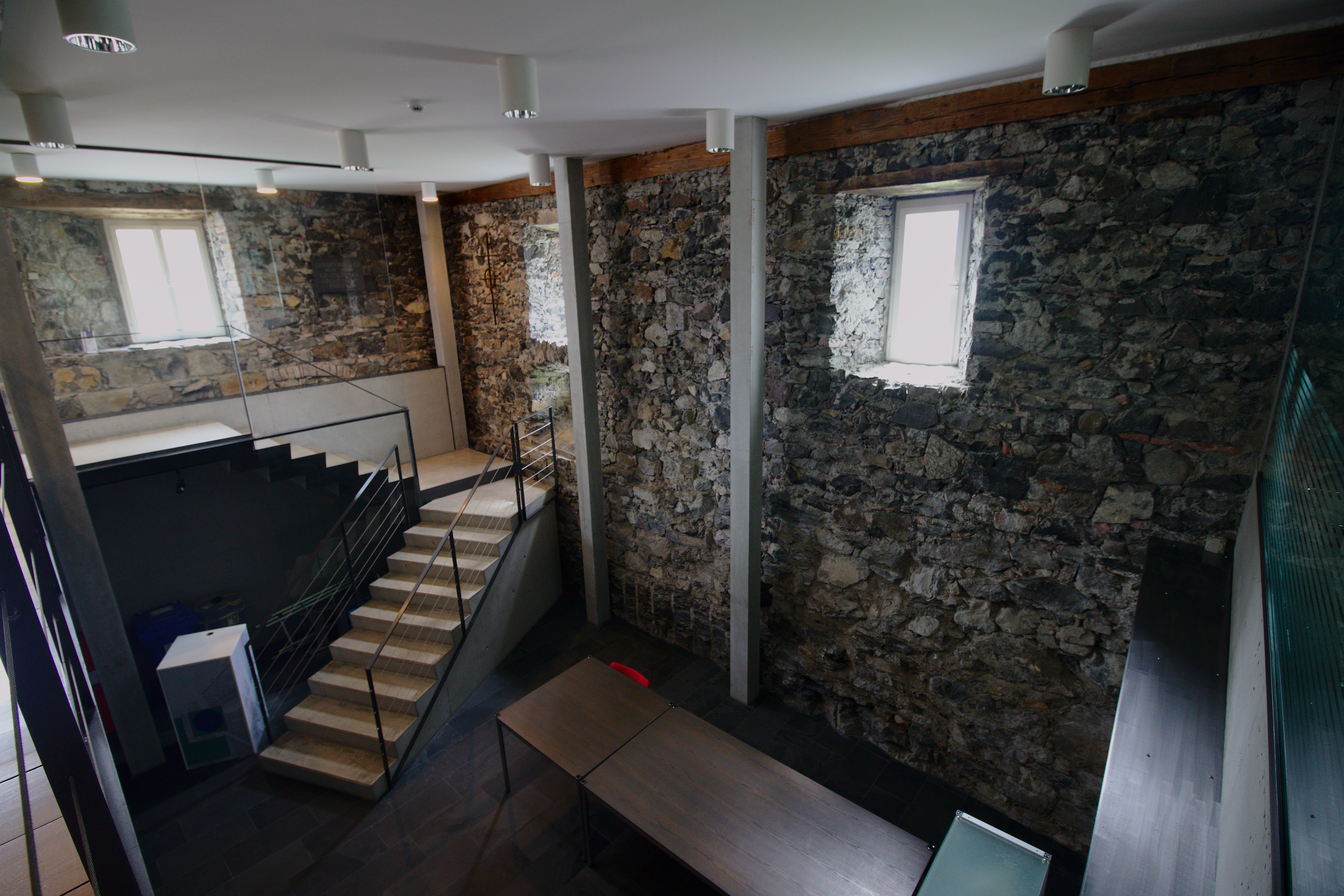
Im Liechtenstein-Institut konnte viel historische Bausubstanz erhalten werden.

Die Einrichtung zeichnet sich durch den interdisziplinären Zugang zu den von seinen Forschenden bearbeiteten Themen aus.
Die Publikation der Forschungsergebnisse erfolgt in Buchform oder in Form von Beiträgen in wissenschaftlichen Zeitschriften sowie an öffentlichen Veranstaltungen in Liechtenstein und an wissenschaftlichen Konferenzen im Ausland. Daneben erstellt das Liechtenstein-Institut Gutachten und Studien für die Regierung des Fürstentums Liechtenstein, Behörden, Gemeinden und andere Auftraggeber. Seit dem Jahr 2010 erstellt das Liechtenstein-Institut im Auftrag der Gewaltschutzkommission der Regierung den jährlichen Monitoringbericht "Extremismus in Liechtenstein". Jährlich erscheint auch der von Mitarbeitern des Liechtenstein-Instituts erstellte Menschenrechtsbericht "Menschenrechte in Liechtenstein. Zahlen und Fakten". Im Dezember 2024 konnte – für die Landtagswahlen vom 9. Februar 2025 – wiederum die Online-Wahlhilfe wahlhilfe.li aufgeschaltet werden, für welche das Liechtenstein-Institut die Fragen an die Kandidierenden formuliert hatte.
Viele der von den Forschenden des Liechtenstein-Instituts erstellten Publikationen sind im Volltext auf der Website des Instituts zugänglich. Auf der Website des Instituts finden sich auch die vom Liechtenstein-Institut open access herausgegebenen Schriftenreihen "Arbeitspapiere Liechtenstein-Institut", "LI Focus", "LI Aktuell" und "LI Facts".
Im Dezember 2024 erschien der erste Band der vom Nomos-Verlag betreuten Schriftenreihe des Liechtenstein-Instituts. Die Bücher werden wie der erste Band zum politischen System Liechtensteins als gedrucktes Buch und als frei zugängliches E-Book zur Verfügung stehen.
Ausserdem fördert das Liechtenstein-Institut Dissertationen mit Bezug zu Liechtenstein.

## Lehre
Das Institut bietet Vorlesungsreihen, Symposien und Einzelveranstaltungen zu Themen an, die Liechtenstein betreffen. Die Vortragsreihen des Instituts zeichnen sich – wie z. B. die Vortragsabende im Herbst 2017 zu "25 Jahre Gleichstellung" oder die drei Abende füllenden Referate zum Jubiläum "100 Jahre Parteien in Liechtenstein" im November 2018 – durch ihren interdisziplinären Zugang zum behandelten Thema aus. Vielfach werden für Referate ergänzend Referenten aus dem Ausland beigezogen. Ein grosser Teil der am Liechtenstein-Institut tätigen Forscher nimmt zusätzlich Lehraufträge an der Universität Liechtenstein und/oder an ausländischen Hochschulen wahr.

## Bibliothek

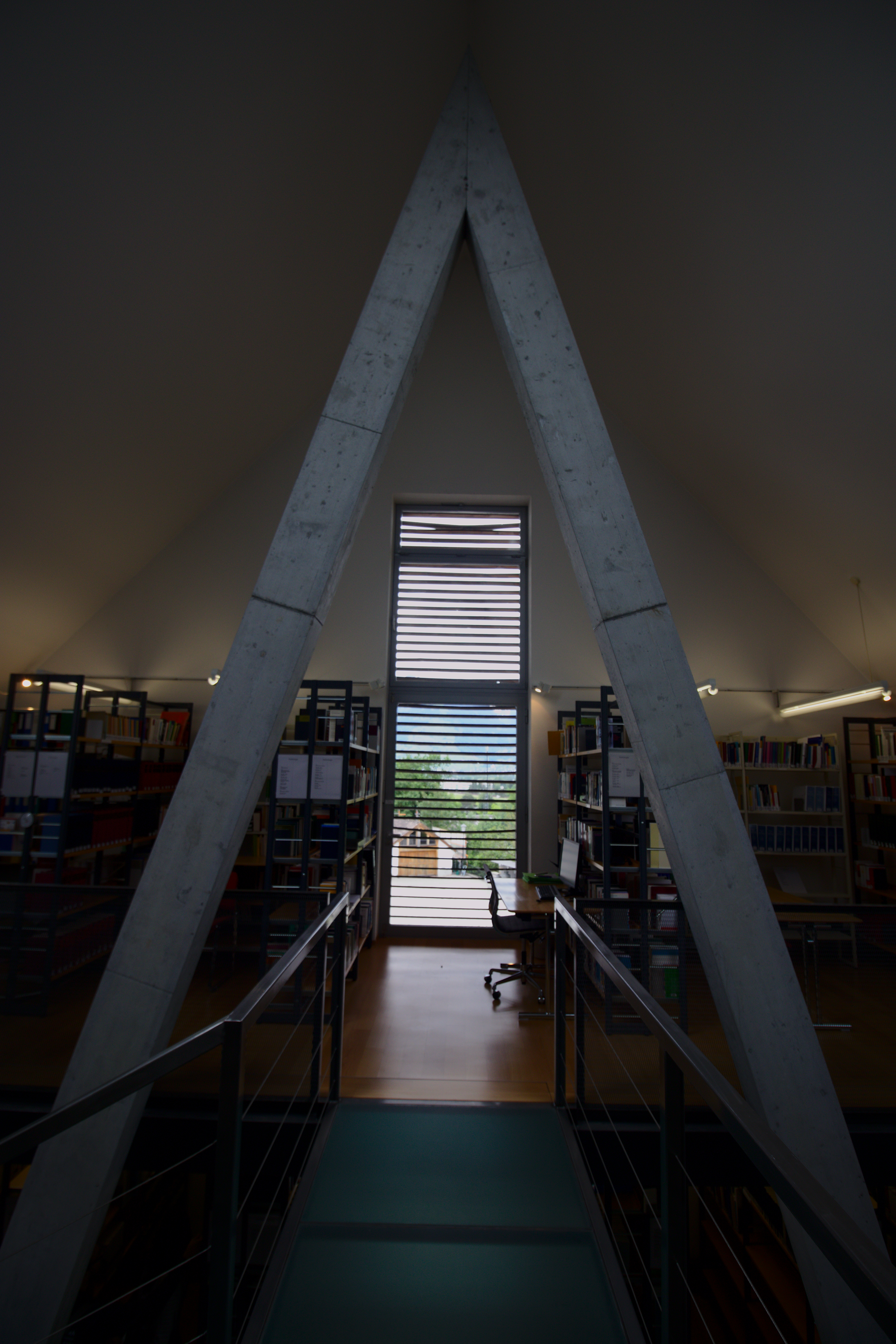
Bibliothek im Dachgeschoss des Instituts

Das Liechtenstein-Institut verfügt über eine Spezialbibliothek zu den Fachbereichen Geschichte, Recht, Politik und Volkswirtschaft mit Schwerpunkt Liechtenstein. Die Präsenzbibliothek steht auch externen Besuchern zur Verfügung. Die Bestände der Bibliothek können vor Ort eingesehen werden, sind jedoch nicht entleihbar. Der Bibliothekskatalog des Liechtenstein-Instituts ist in den Gesamtkatalog der Liechtenstein Bibliotheken integriert. Das Profil der Bibliothek ist das einer forschernahen Gebrauchsbibliothek.

## Mitgliedschaft im Hochschulverbund
Das Liechtenstein-Institut ist als hochschulähnliche Einrichtung Mitglied im Hochschulverbund Liechtenstein, zu dem auch die Universität Liechtenstein und die Private Universität im Fürstentum Liechtenstein (UFL) gehören. Der Verbund repräsentiert das Hochschulwesen Liechtensteins im In- und Ausland und fördert die Zusammenarbeit zwischen Hochschulen und hochschulähnlichen Einrichtungen. Zudem führt er gemeinsame Aktionen durch wie verbindungsfördernde Veranstaltungen wie das Wissenschaftssymposium. Seit 2020 wird jährlich das gemeinsam gestaltete Forschungsmagazin 1602 herausgegeben.